# Georgia Neese Clark
Pour les articles homonymes, voir Clark.
 (mars 2025).
Si vous disposez d'ouvrages ou d'articles de référence ou si vous connaissez des sites web de qualité traitant du thème abordé ici, merci de compléter l'article en donnant les références utiles à sa vérifiabilité et en les liant à la section « Notes et références ».
En pratique : Quelles sources sont attendues ? Comment ajouter mes sources ?
Georgia Neese Clark Gray, née le 27 janvier 1898 à Richland (Kansas) et morte le 26 octobre 1995, est une actrice, banquière et femme politique américaine. Membre du Parti démocrate, elle est trésorière des États-Unis entre 1949 et 1953, devenant la première femme à accéder à ce poste.

## Biographie

### Origines et études
Elle est la fille d'Albert Neese, un fermier et homme d'affaires, et d'Ella Sullivan Neese, une mère au foyer. Son père, un autodidacte, avait prospéré dans les années qui précédèrent sa naissance et devint le principal notable de la ville de Richland, possédant une grande partie de ses équipements ainsi que sa banque et son magasin général. La famille possédait des maisons à Richland et à proximité de Topeka, où Georgia Neese Neese obtient son diplôme d'études secondaires en 1917. Elle était probablement presbytérienne mais elle étudia brièvement au Bethany College (en), une école épiscopale pour femmes de Topeka, avant d'être transférée à l'université Washburn.
Elle y étudie les sciences économiques et est membre de plusieurs organisations étudiantes. Elle est présidente du club de théâtre et membre du chapitre Upsilon d'Alpha Phi. Déterminée à devenir actrice, elle s'installe à New York après l'obtention de son diplôme en 1921 et s'inscrit à la Franklin Sargent School of Dramatic Art.

### Carrière professionnelle

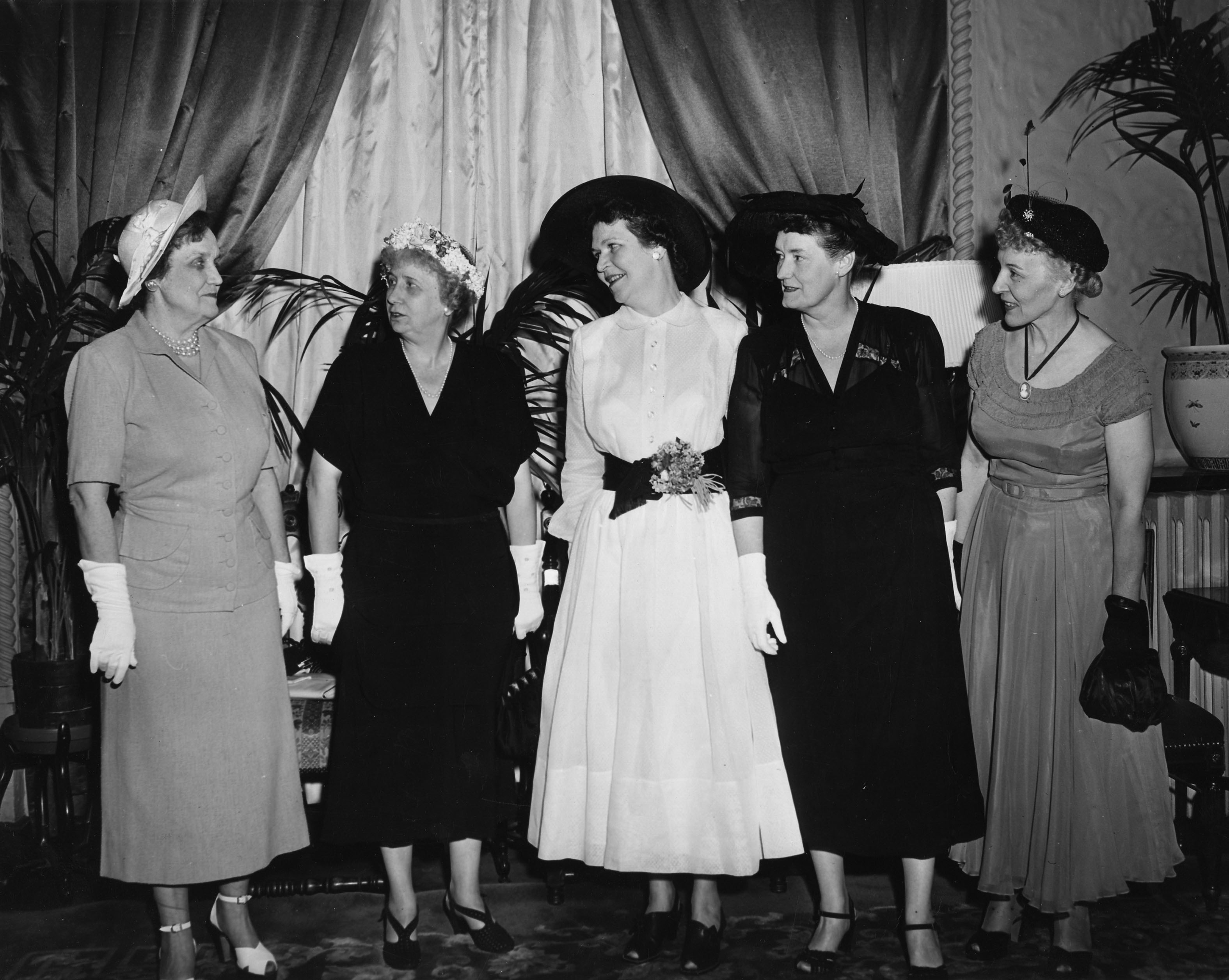
La Première dame américaine Bess Truman en 1950 avec plusieurs femmes importantes du Parti démocrate. De gauche à droite : l'ambassadrice au Luxembourg Perle Mesta, Bess Truman, Georgia Neese Clark et les vice-présidente du comité national démocrate India Edwards et Gladys Avery Tillett.

Georgia Neese commence sa carrière d'actrice dans plusieurs compagnies de films muets. Entre 1921 et 1931, elle vit à New York, faisant la connaissance des acteurs Helen Hayes et Charlie Chaplin. Lorsque survient la Grande Dépression et l'apparition des films parlants, sa carrière prend fin. Elle rentre au foyer familial en 1930 pour prendre soin de son père malade.
Elle travaille ensuite à la Richland State Bank de son père à partir de 1935. À la mort de ce dernier en 1937, elle hérite du contrôle et de la présidence de la banque, ainsi que du magasin général, de l'élévateur à grains, de la cour à bois, de l'agence d'assurance, de nombreuses fermes et d'autres biens immobiliers.
Elle s'investit au sein du Parti démocrate et est élue membre du comité national démocrate du Kansas en 1936, poste qu'elle occupe jusqu'en 1964. Elle compte parmi les premiers partisans de Harry S. Truman. C'est ce soutien qui conduit ce dernier à la nommer trésorière des États-Unis de 1949 à 1953, poste auquel elle est la première femme à accéder et où ne lui succèdent que des femmes. Le président remerciait ainsi sa loyauté politique et prenait acte de la dette de son parti à l'égard des électrices qui le soutenaient.
À la fin des années 1960, la totalité de la ville de Richland est achetée par le Corps d'ingénierie de l'armée américaine afin de créer le lac Clinton, un réservoir d'eau. En 1974, la ville est vidée et les bâtiments sont démolis peu de temps après. Après l'annonce du projet, le gouvernement avait tardé à apporter des précisions, laissant les propriétaires fonciers incertains, ignorant s'ils devaient conserver leurs propriétés et être ensuite incapables de les vendre pour déménager. Georgia Neese Clark joue un rôle important en exhortant le Congrès à fournir des fonds pour le projet afin que les propriétaires puissent continuer à vivre. Elle transfère la Richland State Bank à Topeka et la renomme Capital City State Bank, devenue ensuite Capital City Bank et qui compte à la fin du XXe siècle plusieurs agences à travers la ville.

### Mort et postérité
Elle meurt en 1995 à l'âge de 97 ans, dans une maison de retraite à Topeka. Elle est enterrée au cimetière de Pleasant Hill, situé à l'est de Berryton (Kansas).
Le Georgia Neese Gray Performance Hall du Topeka Performing Arts Center porte son nom.
Le prix Georgia Neese Gray a été créé pour les habitants du Kansas ayant exercé des fonctions électives au niveau municipal et / ou de l'État et qui ont rendu un service exceptionnel à leur communauté locale en allant dans le sens des idées prônées par le Parti démocrate du Kansas.
Le 6 février 2008, elle est intronisée au Temple de la renommée de Topeka et, en 2016, au Temple de la renommée entrepreneuriale du Kansas,.

## Vie privée
En 1929, elle se marie avec George M. Clark, un manager. Bien que le mariage se soit soldé par un divorce au milieu des années 1940, elle garde son nom Georgia Neese Clark pendant un certain temps, même après son second mariage. En 1953, elle épouse Andrew J. Gray, un journaliste.